# Berliet ANA
Le Berliet ANA est un prototype d'autorail léger à essence construit par Berliet en 1922. Il s'agit du premier autorail à voie normale du constructeur. Plusieurs campagnes d'essais sont menées sur le réseau du Chemin de fer de l'Est de Lyon (CFEL) entre les gares de Lyon-Est et d'Aoste - Saint-Genix. De même, l'engin est utilisé par Berliet comme support promotionnel de son savoir-faire auprès des représentants des grandes compagnies ferroviaires et des chemins de fer secondaires.
Par la suite, Berliet livre à la régie départementale des chemins de fer et tramways électriques des Bouches-du-Rhône deux autorails de conception similaire avant de répondre au début des années 1930 à une commande de la compagnie des chemins de fer de Paris à Lyon et à la Méditerranée pour des engins plus lourds et plus puissants.

## Essais
Au début des années 1920, Berliet cherche à diversifier ses activités face à la crise qui touche l'industrie automobile au sortir de la Première Guerre mondiale,. L'entreprise décide de réutiliser son savoir-faire dans les domaines de la construction de camions et de bus pour concevoir des locotracteurs à essence et des autorails légers.
En 1922, Berliet conçoit des prototypes d'autorails à voie métrique (types A1A et A1D) afin de répondre au besoin des chemins de fer secondaires et locaux de réduire les frais d'exploitation des lignes qu'ils exploitent. La même année, le type ANA est livré afin de réaliser les premiers essais d'une automotrice Berliet à voie normale,.
Les premiers tours de roue de l'autorail sont effectués sur l'embranchement particulier de l'usine Berliet de Vénissieux. À cette occasion, il est attelé à une voiture de troisième classe à portières latérales et à sept compartiments de la compagnie des chemins de fer de Paris à Lyon et à la Méditerranée (PLM). 
Plusieurs campagnes d'essais de l’autorail sont mises en place sur le réseau du Chemin de fer de l'Est de Lyon (CFEL) entre Lyon-Est et Aoste - Saint-Genix. La ligne est gracieusement mise à disposition de Berliet par la compagnie exploitante. Les premiers essais en ligne ont lieu vers mai 1922,.
Une marche d'essais est réalisée le 28 juin 1922 sur le parcours entre Lyon et Aoste - Saint-Genix. La ligne présente un profil accidenté avec une rampe maximale de 16 ‰. En tractant une remorque de 12 t, l'autorail atteint 45 km/h en palier, 28 km/h en rampe de 8 ‰ et 21 km/h en rampe de 16 ‰. Pour parcourir le trajet aller-retour de 143 km, l'autorail consomme 49 L d'essence soit 34 L aux cent kilomètres. Le lendemain, une présentation de l'autorail est faite au maire de Saint-Galmier accompagné de conseillers généraux du Jura et de l'Ain.
Une seconde marche officielle se tient le 5 juillet 1922 en présence de plusieurs représentants des grands réseaux métropolitains et nord-africains. André Ménétrier, qui près d'une décennie plus tard participe à la conception du prototype d'autorail Pauline, est présent parmi les invités en sa qualité d'Ingénieur en chef du matériel et de la traction du Midi. Lors de ces essais, l'autorail consomme 33 L aux cent kilomètres en tractant une remorque pesant environ 10,45 t.
De nouveaux essais ont lieu le 9 juin 1923 sur les 70 km de la ligne des CFEL. À l'aller, l'autorail est seul pour gravir la rampe de 16 ‰. Au retour, l'autorail est attelé à deux remorques mais le profil est moins sévère, la rampe maximale étant de 9,5 ‰. L'autorail atteint 43 km/h à l'aller et consomme environ 20 L d'essence tandis que le convoi de 29 t du retour ne dépasse pas 33 km/h pour 25 L de carburant consommés.

## Description et caractéristiques
La structure en bois de la caisse de l'autorail est recouverte de tôles en métal. Elle repose sur un châssis de wagon à deux essieux de 4 m d'empattement et seul l'essieu avant est moteur,. La caisse mesure 8 m de long et 2,7 m de large tandis que la longueur hors tampons de l'autorail est de 9,15 m. À vide, l'autorail pèse 11,2 t.
La motorisation fait appel à un moteur Berliet à essence à quatre cylindres de 110 mm d'alésage et de 140 mm de course,, similaire à celui qui équipe le camion Berliet CBA. Il délivre une puissance de 40 ch à 1 450 tr/min et de 32 ch à 1 200 tr/min. Le moteur est mis en route avec un démarreur électrique remplacé au besoin par un démarrage avec une manivelle. En fonction du sens de marche, le radiateur de refroidissement peut se placer soit à l'avant soit sur le toit de l'autorail.
La transmission de l'effort moteur se fait par un embrayage multidisque et par une boîte de vitesses à cinq rapports dont une marche arrière. L'essieu moteur est entraîné par deux chaînes à rouleaux jumelées dont la tension est régulée par un différentiel,. Deux types de frein sont installés : un frein à vis et à sabots en fonte agit sur les quatre roues et un levier à main peut actionner un frein appliqué directement sur le mécanisme,.
L'aménagement intérieur offre vingt-neuf places assises et un unique poste de conduite,. Un fourgon et un compartiment postal complètent l'aménagement. L'éclairage intérieur est électrique et le chauffage du compartiment se fait avec les gaz d'échappement du moteur,.

## Descendance
Le Berliet ANA marque les premiers pas du constructeur dans la fabrication d'autorail à voie normale. En 1924 puis 1929, l'entreprise livre respectivement les types AND et RCMC à la régie départementale des chemins de fer et tramways électriques des Bouches-du-Rhône (BdR). Les deux engins restent en service jusque dans les années 1960. En parallèle, Berliet construit une vingtaine d'autorails à voie métrique et étroite.
En 1935, le constructeur livre au PLM deux autorails RBD 250 pour voyageurs et quatre engins similaires pour le transport de marchandises. Ces autorails à transmission Diesel-électrique donnant entière satisfaction, une commande de quatorze engins supplémentaires plus puissants de type RBD 300 est passée par la compagnie pour une livraison à partir de 1937.